# Valbandon
Valbandon – wieś w Chorwacji, w żupanii istryjskiej, w gminie Fažana. W 2011 roku liczyła 1626 mieszkańców.